# Obručan Mali
Obručan Mali je sjevernodalmatinski otok, sjeverozapadno od Obručana Velog. Najmanji je kornatski otok s krunom.[Što je kruna?]
Dužina otoka iznosi 120 metara, a širina 60 metara.

## Vanjske poveznice
|  | Zajednički poslužitelj ima još gradiva o temi Obručan Mali |